# Apostolska nunciatura v Kambodži
Apostolska nunciatura v Kambodži je diplomatsko prestavništvo (veleposlaništvo) Svetega sedeža v Kambodži; ustanovljena je bila leta 1999.
Trenutni apostolski nuncij je Giovanni d'Aniello.

## Seznam apostolskih nuncijev
- Henri Lemaître (30. maj 1969–19. december 1975)
- Luigi Bressan (16. julij 1994–25. marec 1999)
- Adriano Bernardini (24. julij 1999–26. april 2003)
- Salvatore Pennacchio (20. september 2003–8. maj 2010)
- Giovanni d'Aniello (22. september 2010–danes)